# 三好宗渭
三好 宗渭（みよし そうい）は、戦国時代の武将。三好氏一族、宗家の家臣であり、三好三人衆の1人である。
一般には政康と呼ばれている（後述）が、実際の名乗りは初めは右衛門大輔政勝、続いて下野守政生（まさなり）、後に出家し釣竿斎 宗渭（ちょうかんさい そうい）となった。

## 出自

### 名前の誤伝
釣竿斎宗渭の俗名を三好政康とするのは『細川両家記』の誤謬が伝播したもので、「政康」という名は一次資料には一切見られず、確認できる俗名の諱は政勝と政生である。
また、多くの軍記物や系図などでは、宗渭が「政康」で三好為三が「政勝」という前提で書かれているが、三好為三の俗名を政勝とするのは混同による誤伝と考えられ、為三の実名は不明である。

### 父と弟
『狩野文書』の元亀二年七月晦日付け一任斎宛足利義昭御内書には、一任斎為三に宛てた手紙の書出しに「舎兄下野守跡職并自分当知行事」と記されており、下野守は一任斎の兄となる。つまり、宗渭と為三は兄弟である。
父に関しては諸説あり、『三好別記』や『芥川系図』では宗渭を三好政長の子とするが、『続応仁後記』では「三好之長の次男・孫三郎頼澄の子」とする。なお頼澄の子とする場合、兄は三箇城の城主・三好政成とされる。
三好長慶の書状などでは「宗三」と「右衛門大夫政勝」が「父子」と表現されている。これを踏まえると、宗渭と為三とが兄弟なら、いずれが政勝にせよ、宗渭の父は三好宗三、つまり三好政長である。

## 生涯

### 三好長慶との対立
父三好政長、弟為三とともに細川晴元に仕える。天文13年（1544年）に父から家督を譲られたが、実権は父にあり、天文16年（1547年）の舎利寺の戦いでは父と共に戦闘に加わっている。しかし、父は細川晴元の側近として権勢を振るい本家当主・三好長慶と対立、晴元と長慶の対立の中で天文17年（1548年）10月に長慶が晴元と父に反乱を起こすと、父と共に標的にされた政勝は籠城していた居城の摂津榎並城を包囲され、天文18年（1549年）6月まで持ちこたえたが、父が救援に失敗して江口の戦いで長慶に討たれると榎並城から逃亡した。
戦後、細川晴元が13代将軍・足利義輝と共に京都から近江国へ逃亡すると、讃岐国の香西元成や丹波国の波多野元秀と通じ、長慶に対して徹底的に戦った。天文20年（1551年）3月に義輝の刺客による長慶暗殺未遂事件が起こると、混乱に乗じて元成と共に京都に侵入して撤退。7月に再度入京して相国寺に立て籠もったが、長慶の部将・松永久秀、長頼兄弟に相国寺を焼き討ちされ逃亡した（相国寺の戦い）。天文22年（1553年）に晴元と義輝が結託して長慶に挑んだ際は7月に元成と共に入京、8月に義輝らが霊山城を三好軍に落とされ再度近江へ逃げ出すと、9月に丹波に出没して八木城を落とし、城主・内藤国貞を討ち取った。しかし松永長頼に八木城を奪回されて逃亡する。

### 長慶への帰順と三好三人衆
永禄元年（1558年）9月には仇敵であった長慶の家臣となっている。以後は長慶の勢力拡大に貢献し、永禄5年（1562年）の畠山高政攻め（久米田の戦い、教興寺の戦い）に参陣して武功を挙げた。
永禄7年（1564年）に長慶が死ぬと、長慶の甥の三好義継の後見役の1人として台頭、三好長逸・岩成友通と共に三好三人衆と呼ばれ、松永久秀を含め三好家中で重きをなした。おしどりを形どった花押を用いていたという。永禄8年（1565年）3月には出家して釣竿斎宗渭と名乗り、同年5月19日、他の三人衆、松永久通と共に三好氏と対立する室町幕府13代将軍足利義輝の御所を襲撃して殺害した（永禄の変）。

### 松永久秀との争い
しかし、次第に畿内の主導権をめぐり久秀と三人衆との関係は悪化。11月16日、三人衆は河内飯盛山城を襲撃し、義継の身柄を河内高屋城に移すと、義継に久秀との断交を約束させ、義輝の従弟の阿波公方足利義栄を14代将軍に擁立し、三好氏の本拠地である阿波の篠原長房の協力を得ることにも成功した。12月下旬には義栄に御教書を発行させ、軍を久秀の本拠地大和に進駐させ、筒井順慶らを味方につけ久秀を脅かした。一方の久秀は紀伊に逃れていた畠山高政・安見宗房らを扇動して高屋城を襲撃させ、永禄9年（1566年）2月に河内において畠山軍は三人衆に決戦に及んだが、三人衆は2月17日の上芝の戦いで畠山軍に大勝、久秀は大和へ退却する。4月に三人衆は再び大和に侵攻したが、久秀は城を脱出し堺において味方の軍を結集して、再び高屋城を脅かした。そのため三人衆は義継の親征を仰ぎ、摂津の池田勝正や淡路の安宅信康の援軍も得て久秀の3倍の軍で堺に迫ったため、5月30日に久秀は戦わずして逃亡した。この時、阿波の篠原長房が足利義栄を擁し大軍を率いて兵庫に上陸すると、三人衆はようやく長慶の喪を発表して葬儀を実行し、長房の援軍も得て三人衆は畿内の反対勢力をほぼ一掃することに成功した。
永禄9年8月23日（1566年）には義栄を摂津越水城に迎え主君として遇したが、これが義継の不興を買い、永禄10年（1567年）2月に義継は出奔、久秀を頼って三人衆と敵対するようになり、三好康長らも三人衆から離反したため、久秀は復権し三好家は再び分裂抗争することになった。大和での久秀の居城多聞山城をめぐる一連の戦闘で東大寺の大仏が炎上してしまう事件がおきたのもこの時期の戦乱においてである（東大寺大仏殿の戦い）。しかし戦局は三人衆が有利で、東大寺での敗戦後から立ち直り久秀方の信貴山城を落とし多聞山城を包囲した。
永禄11年（1568年）9月、織田信長が足利義昭を擁立して上洛してくると、義継・久秀らが織田氏に接近する一方で三人衆は信長との敵対の道を選んだが、9月29日に勝竜寺城と淀城が敗れるとほぼ総崩れとなり、宗渭も城主であった山城木津城から退いた。以後は石山本願寺や信長と不仲となった義昭らを巻き込み信長との抗争は激化したが、畿内での兵乱（元亀兵乱）が信長の優位で決着すると宗渭の動向は不明となった。死去した時期について、今谷明は消息不明になり没年すら定かではないとしている。一方で天野忠幸は、『二条宴乗記』における永禄12年（1569年）5月26日の記事から5月3日に阿波で死去したと指摘している。家督は弟の為三が継いだ。
三好義継の妹は義継を裏切った若江三人衆の一人多羅尾綱知の妻となっており、その子・孫九郎は三好宗渭に養育されたと伝えられている。生勝の名は宗渭の名（政生）に由来すると考えられる。孫九郎は三好生勝と名乗って織田信長に仕え、義継の名跡を継ぎ河内国で5490石を与えられ石山本願寺との戦いに参陣した。生勝は豊臣秀吉、黒田長政、浅野長晟に仕えてその子孫は広島藩の藩士として明治維新を迎えた。

## 宗教と信仰
ルイス・フロイスの『日本史』において、三好宗渭は下野殿と呼ばれている。篠原長房の強い勧めもあり、都でのキリスト教布教についての斡旋を世話したりした。　また、縁故のキリシタン（革島ジョアン）が裁かれた時に、ジョアンの生命・身分・財産が保証されるように促した事も知られている。